# 葉大涵
葉大涵（？—？），福建省福州府閩縣人，清朝政治人物。

## 生平
光緒十二年（1886年），参加光緒丙戌科殿試，登進士二甲92名。同年五月，著主事分部学习。授工部都水司主事。

## 家族
曾祖葉觀國，乾隆翰林。